# ماركو دولكا
ماركو دولكا (بالرومانية: Marco Dulca)‏ هو لاعب كرة قدم روماني في مركز الوسط، ولد في 11 مايو 1999 في كلوج نابوكا في رومانيا. شارك مع منتخب رومانيا تحت 17 سنة لكرة القدم ومنتخب رومانيا تحت 19 سنة لكرة القدم ومنتخب رومانيا تحت 21 سنة لكرة القدم. أما مع النوادي، فقد لعب مع ستيوا بوخارست وسوانزي سيتي وفيتورول كونستانتا.

## وصلات خارجية
- ماركو دولكا على موقع إي إس بي إن إف سي (الإنجليزية)
- ماركو دولكا على موقع قاعدة بيانات كرة القدم.إي يو (الإنجليزية)
- ماركو دولكا على موقع Soccerbase.com (لاعب) (الإنجليزية)
- ماركو دولكا على موقع Soccerway.com (الإنجليزية)
- ماركو دولكا على موقع عالم كرة القدم.نت (الإنجليزية)
- ماركو دولكا على موقع أوليمبيديا (الإنجليزية)